# روبرت فون تسيمرمان
روبرت فون تسيمرمان (بالألمانية: Robert von Zimmermann )‏ (و. 1824 – 1898 م) هو فيلسوف، وبروفيسور نمساوي، ولد في براغ، وكان عضوًا في الأكاديمية النمساوية للعلوم، توفي في فيينا، عن عمر يناهز 74 عاماً.